# Porto Novo (Santo Antão)
Porto Novo es una ciudad caboverdiana del municipio de Porto Novo.

## Geografía
La ciudad está situada en la isla de Santo Antão.

## Organización territorial
La ciudad abarca los lugares y barrios de:
- Abufador
- Água Doce
- Alto de Peixingo
- Alto São Tomé
- Armazem
- Bairro
- Berlim
- Branquinho
- Chã de Camoca
- Chã de Galinheira
- Chã de Itália
- Chã de Matinho
- Covoada
- Lombo Branco
- Lombo de Meio
- Praia de Topo
- Ribeira Corujinho
- São Tomé

## Demografía
Gráfica demográfica de la ciudad de Porto Novo:
| Gráfica de evolución demográfica de Porto Novo entre 1990 y 2021 |
|                                                                  |